# Leprocaulinus lobulatus
Leprocaulinus lobulatus är en insektsart som först beskrevs av Giglio-Tos 1910.  Leprocaulinus lobulatus ingår i släktet Leprocaulinus och familjen Diapheromeridae. Inga underarter finns listade i Catalogue of Life.